# 상조제두히우프레투

상조제두히우프레투의 위치

상조제두히우프레투(포르투갈어: São José do Rio Preto)는 브라질 상파울루주의 도시로 면적은 431.30km2, 높이는 489m, 인구는 408,258명(2010년 기준), 인구 밀도는 946.53명/km2이다. 도시가 설립된 시기는 1852년 3월 19일이다. 도시 이름은 포르투갈어로 "검은 강에서 온 성(聖) 조제"을 뜻한다.

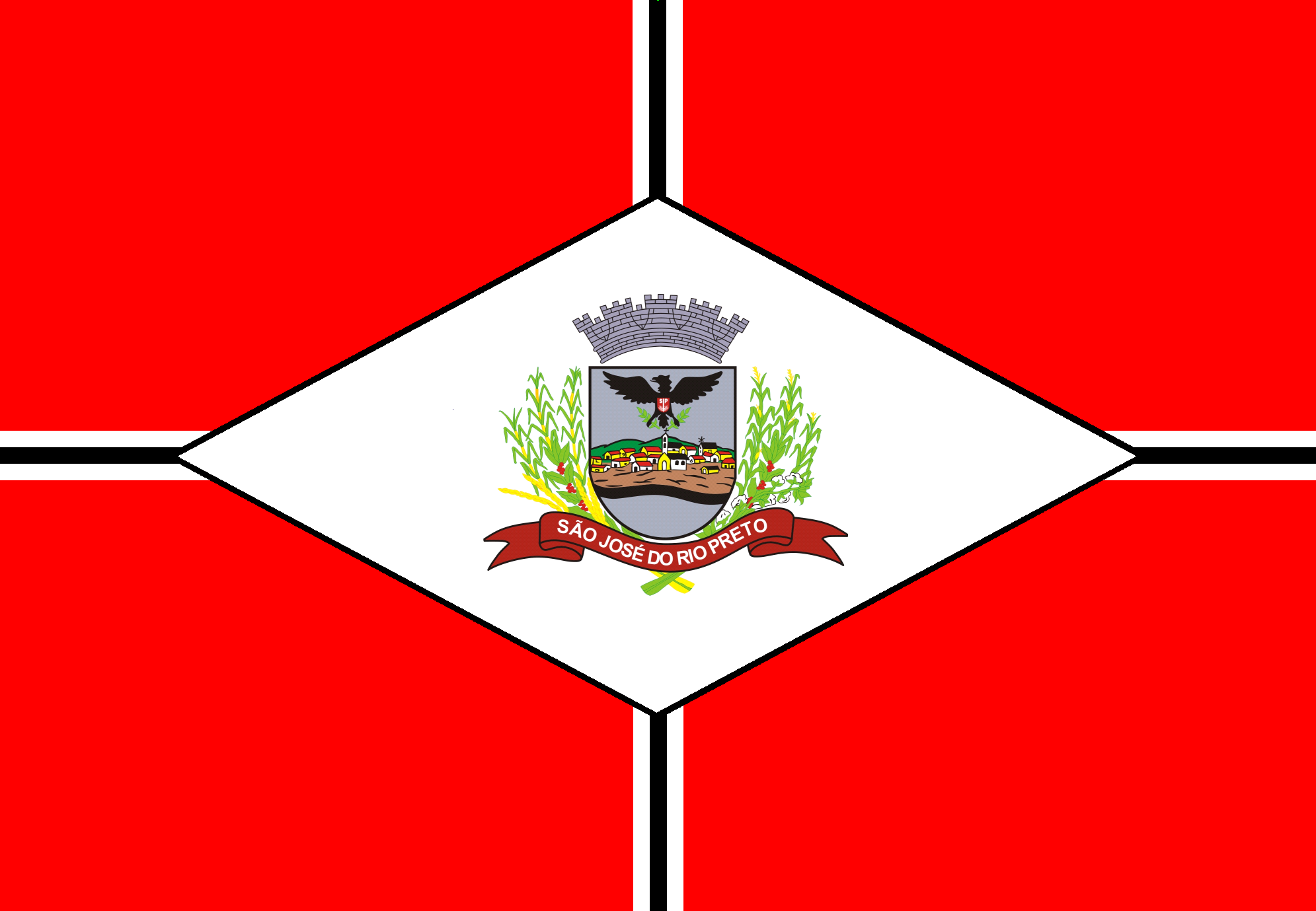
시기
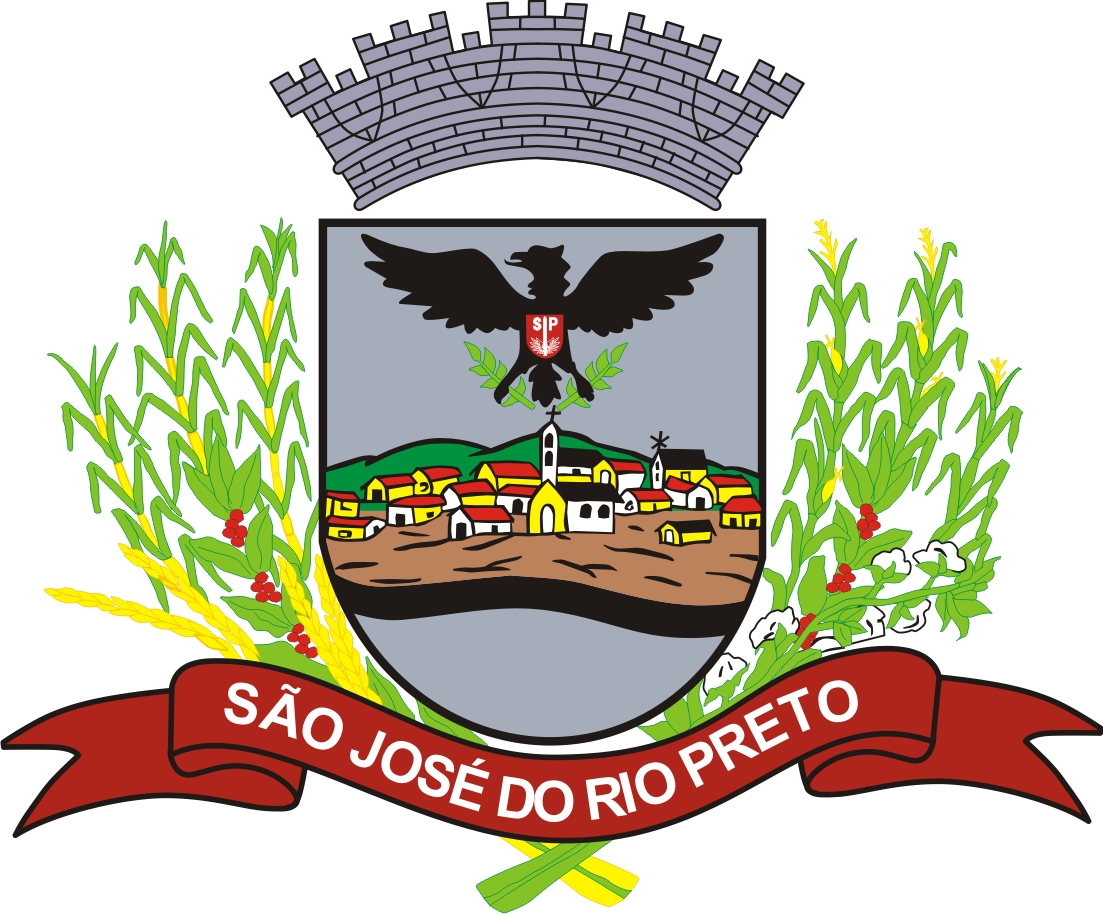
시 문장